# Hypoderma tarandi
Hypoderma tarandi is een vliegensoort uit de familie van de horzels (Oestridae). De wetenschappelijke naam is gepubliceerd in 1758 door Linnaeus in Systema naturae.